# Pentapartito
Pentapartito foi uma coalizão de governo na Itália criada em 1981 e dissolvida em 1991, formada pelo acordo entre os partidos de centro-esquerda com o PLI.